# Coppa di Svizzera 2017-2018 (pallavolo maschile)
La Coppa di Svizzera 2017-2018 si è svolta dal 14 settembre 2017 al 31 marzo 2018: al torneo hanno partecipato 90 squadre di club svizzere e la vittoria finale è andata per la quinta volta, la seconda consecutiva, all'Amriswil.

## Regolamento
- Alla competizioni sono state ammesse tutte le squadre impegnate nei campionati di livello nazionale, ossia la Lega Nazionale A, Lega Nazionale B e 1. Lega, oltre che quelle impegnate nei campionati di livello regionale, ossia la 2. Lega,la 3. Lega e la 4. Lega.
- Tutti gli incontri si svolgono in gara unica, sempre in casa della formazione di categoria più bassa, ad eccezione della finale, giocata in campo neutro; nel caso in cui due formazioni provenissero dalla stessa categoria, si gioca in casa di quella col peggior piazzamento nella stagione precedente.
- Le squadre di livello provinciale scendono in campo fin dal primo turno, quelle provenienti dalla 1. Lega debuttano al secondo turno, quelle provenienti dalla Lega Nazionale B al quinto turno e quelle provenienti dalla Lega Nazionale A agli ottavi di finale.

## Squadre partecipanti
| - Aeschi - Allschwil - Amriswil - Andwil-Arnegg - Appenzeller Bären - Audax - Bubendorf - Buochs - Bussigny - Bütschwil - CERN - Chênois - Chur - Colombier - Delémont - Dragons Lugano - Einsiedeln - Emmen-Nord - FC Lucerna - Fairplay Olympia - Franches-Montagnes - Frauenfeld - Freies Gymnasium | - Fully - Galina - Gelterkinden - Goldach - Herren Oberwallis - Hochdorf Audacia - Horw - Jona - Kanti Baden - Kanti Limmattal - Klettgau - Kreuzlingen - La Chaux-de-Fonds - La Côte - Langenthal - Laufen - Laufenburg-Kaisten - Losanna UC - Lucerna - Lunkhofen - Lutry-Lavaux - Malters - March | - Münchenbuchsee - Muri Berna - Murten - Mutschellen - Muttenz - Näfels - Neuchâtel - Nidau - OTA - Oberdiessbach - Obwalden - Oerlikon - Papiermühle - Pfäffikon - Porrentruy - Rämi Zurigo - Regio - Rheno - San Gallo - Schönenwerd - Servette - Seuzach | - Smash Winterthur - Solothurn - Spada Academica - Spiez - Steinen - Subingen - Tecknau - Thun - Traktor Basilea - Uni Berna - Uster - Volero Aarberg - Volleyliebefeld - Wädivolley - Wetzikon - Wiedikon - Wil - Wittenbach - Wyna - Yverdon - Zug - Züri Unterland |

## Torneo

### Primo turno
| 14 settembre 2017 Vereinshalle Sarnen, Sarnen Durata: h: - Spettatori:             | Obwalden           | 3 - 0 | Steinen           | 25-20, 25-18, 25-17              |
| 16 settembre 2017 OZ Grünau, Wittenbach Durata: h: - Spettatori:                   | Wittenbach         | 2 - 3 | Oerlikon          | 24-26, 25-15, 18-25, 25-20, 3-15 |
| 18 settembre 2017 Spiezwiler, Spiez Durata: h: - Spettatori:                       | Spiez              | 1 - 3 | Subingen          | 21-25, 22-25, 25-23, 24-26       |
| 19 settembre 2017 Zimmerberghalle, Beringen Durata: h: - Spettatori:               | Klettgau           | 3 - 1 | Pfäffikon         | 22-25, 25-20, 25-13, 25-23       |
| 19 settembre 2017 Gymer, Langenthal Durata: h: - Spettatori:                       | Langenthal         | 3 - 1 | Solothurn         | 25-15, 25-23, 10-25, 25-13       |
| 20 settembre 2017 Kantonsschule Wiedikon, Zurigo Durata: h: - Spettatori:          | Wiedikon           | 1 - 3 | OTA               | 19-25, 25-23, 17-25, 16-25       |
| 20 settembre 2017 Sporthalle Rietacker, Seuzach Durata: h: - Spettatori:           | Seuzach            | 3 - 0 | Galina            | 26-24, 26-24, 25-21              |
| 21 settembre 2017 Turnhalle, Tecknau Durata: h: - Spettatori:                      | Tecknau            | 0 - 3 | Allschwil         | 22-25, 17-25, 13-25              |
| 23 settembre 2017 Turnhalle Spiegel, Spiege Durata: h: - Spettatori:               | Volleyliebefeld    | 0 - 3 | Thun              | 14-25, 17-25, 22-25              |
| 23 settembre 2017 Margarethen, Basilea Durata: h: - Spettatori:                    | Fairplay Olympia   | 0 - 3 | Wyna              | 15-25, 17-25, 19-25              |
| 25 settembre 2017 Sappeten, Bubendorf Durata: h: - Spettatori:                     | Bubendorf          | 3 - 1 | Mutschellen       | 25-19, 25-19, 14-25, 27-25       |
| 26 settembre 2017 Kriegacker, Muttenz Durata: h: - Spettatori:                     | Muttenz            | 0 - 3 | Horw              | 19-25, 13-25, 13-25              |
| 26 settembre 2017 Kantonsschule, Heerbrugg Durata: h: - Spettatori:                | Rheno              | 0 - 3 | Spada Academica   | 21-25, 15-25, 14-25              |
| 27 settembre 2017 MPS, Siebnen Durata: h: - Spettatori:                            | March              | 0 - 3 | Appenzeller Bären | 19-25, 22-25, 15-25              |
| 28 settembre 2017 MZH Engelwies, San Gallo Durata: h: - Spettatori:                | Frauenfeld         | 1 - 3 | San Gallo         | 21-25, 25-16, 22-25, 23-25       |
| 28 settembre 2017 Breite, Bütschwil Durata: h: - Spettatori:                       | Bütschwil          | 3 - 0 | Goldach           | 25-22, 25-19, 25-23              |
| 29 settembre 2017 Lachen unten, Coira Durata: h: - Spettatori:                     | Chur               | 1 - 3 | Rämi Zurigo       | 25-20, 22-25, 20-25, 13-25       |
| 30 settembre 2017 Primarschule Glärnisch, Wädenswil Durata: h: - Spettatori:       | Wädivolley         | 0 - 3 | Audax             | 20-25, 20-25, 12-25              |
| 30 settembre 2017 Salle de Gym La Pépinière, Les Breuleux Durata: h: - Spettatori: | Franches-Montagnes | 0 - 3 | Neuchâtel         | 0-25, 0-25, 0-25                 |
| 1º ottobre 2017 Centre sportif de l'Oiselier, Porrentruy Durata: h: - Spettatori:  | Porrentruy         | 0 - 3 | Bussigny          | 15-25, 16-25, 22-25              |

### Secondo turno
| 28 settembre 2017 Doppelturnhalle Säli, Lucerna Durata: h: - Spettatori:       | FC Lucerna        | 3 - 0 | Buochs            | 25-18, 25-21, 28-26               |
| 30 settembre 2017 Charnot, Fully Durata: h: - Spettatori:                      | Fully             | 3 - 0 | Yverdon           | 25-16, 25-16, 25-23               |
| 2 ottobre 2017 Kantonsschule Limmattal, Urdorf Durata: h: - Spettatori:        | Spada Academica   | 3 - 0 | Kanti Limmattal   | 25-14, 27-25, 26-24               |
| 2 ottobre 2017 Menzo Halle, Menziken Durata: h: - Spettatori:                  | Wyna              | 0 - 3 | Emmen-Nord        | 20-25, 19-25, 18-25               |
| 4 ottobre 2017 Sporthalle Rietacker, Seuzach Durata: h: - Spettatori:          | Seuzach           | 3 - 2 | Freies Gymnasium  | 26-24, 25-27, 23-25, 25-15, 15-11 |
| 6 ottobre 2017 Sporthalle Hofmatt, Gelterkinden Durata: h: - Spettatori:       | Gelterkinden      | 0 - 3 | Lunkhofen         | 21-25, 17-25, 17-25               |
| 6 ottobre 2017 Sporthalle Baldegg, Baldegg Durata: h: - Spettatori:            | Hochdorf Audacia  | 1 - 3 | Bubendorf         | 16-25, 11-25, 25-19, 16-25        |
| 6 ottobre 2017 Salle de la Tatironne, Bussigny Durata: h: - Spettatori:        | Bussigny          | 1 - 3 | La Côte           | 25-21, 22-25, 17-25, 24-26        |
| 7 ottobre 2017 Turnhalle Schwarzenbach, Schwarzenbach Durata: h: - Spettatori: | Regio             | 3 - 1 | Muri Berna        | 25-23, 25-14, 17-25, 25-12        |
| 8 ottobre 2017 Turnhalle, Luterbach Durata: h: - Spettatori:                   | Subingen          | 0 - 3 | Aeschi            | 20-25, 17-25, 17-25               |
| 10 ottobre 2017 Freiestrasse, Uster Durata: h: - Spettatori:                   | Rämi Zurigo       | 1 - 3 | Uster             | 19-25, 25-19, 16-25, 18-25        |
| 10 ottobre 2017 Sporthalle Schadau, Thun Durata: h: - Spettatori:              | Thun              | 0 - 3 | Murten            | 19-25, 24-26, 19-25               |
| 12 ottobre 2017 Gymer, Langenthal Durata: h: - Spettatori:                     | Langenthal        | 1 - 3 | Volero Aarberg    | 20-25, 25-21, 22-25, 16-25        |
| 12 ottobre 2017 Schweikrüti, Gattikon Durata: h: - Spettatori:                 | OTA               | 1 - 3 | Bütschwil         | 25-22, 21-25, 19-25, 24-26        |
| 12 ottobre 2017 Le Mail, Neuchâtel Durata: h: - Spettatori:                    | Neuchâtel         | 0 - 3 | Delémont          | 15-25, 13-25, 14-25               |
| 12 ottobre 2017 Turnhalle Mattli, Kastanienbaum Durata: h: - Spettatori:       | Horw              | 1 - 3 | Obwalden          | 25-16, 18-25, 19-25, 20-25        |
| 14 ottobre 2017 Zimmerberghalle, Beringen Durata: h: - Spettatori:             | Klettgau          | 1 - 3 | Andwil-Arnegg     | 15-25, 17-25, 25-21, 16-25        |
| 15 ottobre 2017 Kantonsschule 1, Baden Durata: h: - Spettatori:                | Kanti Baden       | 3 - 0 | Dragons Lugano    | 25-23, 25-22, 25-22               |
| 15 ottobre 2017 CO Grandes-Communes, Petit-Lancy Durata: h: - Spettatori:      | CERN              | 2 - 3 | Herren Oberwallis | 25-22, 28-30, 13-25, 25-22, 13-15 |
| 15 ottobre 2017 Freiestrasse, Amriswil Durata: h: - Spettatori:                | Audax             | 0 - 3 | Wil               | 25-27, 15-25, 17-25               |
| 15 ottobre 2017 Beunden, Nidau Durata: h: - Spettatori:                        | Nidau             | 3 - 2 | La Chaux-de-Fonds | 25-18, 25-21, 23-25, 22-25, 15-9  |
| 15 ottobre 2017 Gymnasium St. Antonius, Appenzello Durata: h: - Spettatori:    | Appenzeller Bären | 0 - 3 | San Gallo         | 15-25, 17-25, 16-25               |

### Terzo turno
| 19 ottobre 2017 Doppelturnhalle Säli, Lucerna Durata: h: - Spettatori:          | FC Lucerna      | 3 - 1 | Uster             | 22-25, 25-16, 25-20, 25-22        |
| 22 ottobre 2017 Uni Irchel, Zurigo Durata: h: - Spettatori:                     | Spada Academica | 0 - 3 | Andwil-Arnegg     | 14-25, 19-25, 16-25               |
| 23 ottobre 2017 Kantonsschule Zürich Nord, Zurigo Durata: h: - Spettatori:      | Oerlikon        | 3 - 0 | Allschwil         | 25-12, 25-20, 25-12               |
| 25 ottobre 2017 Sporthalle Rietacker, Seuzach Durata: h: - Spettatori:          | Seuzach         | 0 - 3 | Wetzikon          | 18-25, 14-25, 15-25               |
| 29 ottobre 2017 Salle Polyvalente, Fully Durata: h: - Spettatori:               | Fully           | 3 - 0 | Volero Aarberg    | 25-20, 25-14, 25-22               |
| 29 ottobre 2017 Mehrzweckhalle, Etziken Durata: h: - Spettatori:                | Aeschi          | 1 - 3 | Herren Oberwallis | 17-25, 21-25, 25-19, 23-25        |
| 29 ottobre 2017 Alte Kreuzbleiche Turnhalle, San Gallo Durata: h: - Spettatori: | San Gallo       | 3 - 1 | Obwalden          | 23-25, 25-19, 25-14, 25-22        |
| 29 ottobre 2017 Lindenhof, Wil Durata: h: - Spettatori:                         | Wil             | 3 - 2 | Zug               | 26-24, 25-20, 18-25, 24-26, 15-11 |
| 29 ottobre 2017 Collège des Tuillières, Gland Durata: h: - Spettatori:          | La Côte         | 3 - 0 | Delémont          | 25-17, 25-14, 25-19               |
| 29 ottobre 2017 Sekundarschule, Münchenbuchsee Durata: h: - Spettatori:         | Münchenbuchsee  | 0 - 3 | Regio             | 21-25, 15-25, 21-25               |
| 29 ottobre 2017 Turnhalle Prehl, Murten Durata: h: - Spettatori:                | Murten          | 1 - 3 | Nidau             | 19-25, 25-20, 14-25, 22-25        |
| 29 ottobre 2017 MZH Bubendorf, Bubendorf Durata: h: - Spettatori:               | Bubendorf       | 3 - 1 | Kanti Baden       | 25-23, 24-26, 25-22, 25-16        |

### Quarto turno
| 31 ottobre 2017 Breite, Bütschwil Durata: h: - Spettatori:              | Bütschwil  | 3 - 1 | Wetzikon          | 25-23, 12-25, 25-23, 25-22 |
| 12 novembre 2017 Alte Kreuzbleiche, San Gallo Durata: h: - Spettatori:  | San Gallo  | 3 - 1 | Lunkhofen         | 22-25, 25-22, 25-21, 25-9  |
| 12 novembre 2017 Charnot, Fully Durata: h: - Spettatori:                | Fully      | 3 - 0 | Regio             | 25-23, 25-19, 25-18        |
| 12 novembre 2017 Beunden, Nidau Durata: h: - Spettatori:                | Nidau      | 3 - 1 | Herren Oberwallis | 25-22, 25-20, 19-25, 25-23 |
| 12 novembre 2017 Turnhalle Gersag, Emmenbrücke Durata: h: - Spettatori: | Emmen-Nord | 3 - 1 | Wil               | 25-22, 25-20, 20-25, 25-20 |
| 12 novembre 2017 Sappeten, Bubendorf Durata: h: - Spettatori:           | Bubendorf  | 0 - 3 | Andwil-Arnegg     | 20-25, 18-25, 20-25        |

### Quinto turno
| 19 novembre 2017 ETH-Hönggerberg, Zurigo Durata: h: - Spettatori:                    | Oerlikon         | 0 - 3 | Oberdiessbach      | 20-25, 18-25, 17-25               |
| 26 novembre 2017 Turnhalle Remisberg, Kreuzlingen Durata: h: - Spettatori:           | Kreuzlingen      | 3 - 0 | Traktor Basilea    | 25-16, 25-20, 25-23               |
| 26 novembre 2017 Salles Ecole des Racettes, Onex Durata: h: - Spettatori:            | Servette         | 3 - 1 | Züri Unterland     | 22-25, 25-16, 25-16, 25-22        |
| 26 novembre 2017 Alte Kreuzbleiche, San Gallo Durata: h: - Spettatori:               | San Gallo        | 3 - 1 | Laufen             | 28-26, 25-18, 24-26, 25-14        |
| 26 novembre 2017 Breite, Bütschwil Durata: h: - Spettatori:                          | Bütschwil        | 1 - 3 | Andwil-Arnegg      | 25-20, 15-25, 12-25, 15-25        |
| 26 novembre 2017 Salle de l'Ecole professionnelle, Martigny Durata: h: - Spettatori: | Fully            | 0 - 3 | Laufenburg-Kaisten | 10-25, 17-25, 13-25               |
| 26 novembre 2017 Collège des Tuillières, Gland Durata: h: - Spettatori:              | La Côte          | 3 - 0 | Nidau              | 25-16, 25-11, 25-20               |
| 26 novembre 2017 Zinzikon, Winterthur Durata: h: - Spettatori:                       | Smash Winterthur | 3 - 2 | Malters            | 25-19, 21-25, 25-21, 20-25, 15-11 |
| 26 novembre 2017 Doppelturnhalle Säli, Lucerna Durata: h: - Spettatori:              | FC Lucerna       | 3 - 1 | Papiermühle        | 25-21, 16-25, 25-15, 26-24        |

### Sesto turno
| 10 dicembre 2017 Turnhalle Remisberg, Kreuzlingen Durata: h: - Spettatori:          | Kreuzlingen   | 3 - 1 | Lutry-Lavaux       | 25-14, 25-20, 14-25, 25-15 |
| 10 dicembre 2017 Alte Kreuzbleiche, San Gallo Durata: h: - Spettatori:              | San Gallo     | 1 - 3 | Laufenburg-Kaisten | 16-25, 17-25, 25-20, 23-25 |
| 10 dicembre 2017 Collège des Tuillières, Gland Durata: h: - Spettatori:             | La Côte       | 1 - 3 | Emmen-Nord         | 25-21, 15-25, 22-25, 22-25 |
| 10 dicembre 2017 Primarschule Oberdiessbach, Oberdiessbach Durata: h: - Spettatori: | Oberdiessbach | 1 - 3 | Smash Winterthur   | 21-25, 25-27, 25-17, 20-25 |
| 10 dicembre 2017 Doppelturnhalle Säli, Lucerna Durata: h: - Spettatori:             | FC Lucerna    | 0 - 3 | Colombier          | 21-25, 22-25, 21-25        |

### Ottavi di finale
| 7 gennaio 2018 Turnhalle Remisberg, Kreuzlingen Durata: h: - Spettatori:            | Kreuzlingen        | 1 - 3 | Schönenwerd | 22-25, 20-25, 27-25, 18-25        |
| 7 gennaio 2018 Halle des sports de la Riveraine, Neuchâtel Durata: h: - Spettatori: | Colombier          | 0 - 3 | Lucerna     | 17-25, 18-25, 8-25                |
| 7 gennaio 2018 Turnhalle Gersag, Emmenbrücke Durata: h: - Spettatori:               | Emmen-Nord         | 1 - 3 | Uni Berna   | 16-25, 15-25, 25-22, 18-25        |
| 7 gennaio 2018 Sporthalle Buchholz, Glarus Durata: h: - Spettatori:                 | Näfels             | 3 - 1 | Losanna UC  | 25-23, 25-19, 20-25, 25-21        |
| 7 gennaio 2018 Ebnet, Andwil Durata: h: - Spettatori:                               | Andwil-Arnegg      | 2 - 3 | Servette    | 27-25, 15-25, 20-25, 25-23, 11-15 |
| 7 gennaio 2018 Sporthalle Blauen, Laufenburg Durata: h: - Spettatori:               | Laufenburg-Kaisten | 0 - 3 | Amriswil    | 14-25, 18-25, 10-25               |
| 7 gennaio 2018 Zinzikon, Winterthur Durata: h: - Spettatori:                        | Smash Winterthur   | 2 - 3 | Jona        | 25-20, 21-25, 18-25, 25-20, 10-15 |
| 7 gennaio 2018 Centre Sportif Sous-Moulin, Thônex Durata: h: - Spettatori:          | Chênois            | 3 - 0 | Einsiedeln  | 25-17, 25-16, 25-20               |

### Quarti di finale
| 28 gennaio 2018 BetoncoupeArena, Schönenwerd Durata: h: - Spettatori:    | Schönenwerd | 0 - 3 | Näfels    | 24-26, 22-25, 14-25 |
| 28 gennaio 2018 Bahnhofhalle, Lucerna Durata: h: - Spettatori:           | Lucerna     | 0 - 3 | Amriswil  | 20-25, 20-25, 18-25 |
| 28 gennaio 2018 Salles Ecole des Racettes, Onex Durata: h: - Spettatori: | Servette    | 0 - 3 | Jona      | 20-25, 20-25, 25-27 |
| 28 gennaio 2018 Salle Henri Dunant, Ginevra Durata: h: - Spettatori:     | Chênois     | 3 - 0 | Uni Berna | 25-13, 25-19, 25-22 |

### Semifinali
| 11 febbraio 2018 Sporthalle Tellenfeld, Amriswil Durata: h: - Spettatori: | Amriswil | 3 - 0 | Jona    | 25-16, 25-22, 25-14        |
| 11 febbraio 2018 Linthalle SGU, Näfels Durata: h: - Spettatori:           | Näfels   | 3 - 1 | Chênois | 21-25, 25-15, 29-27, 27-25 |

### Finale
| 31 marzo 2018 St.-Léonard-Halle, Friburgo Durata: 1h:18 - Spettatori: 2 750 | Näfels | 0 - 3 | Amriswil | 20-25, 16-25, 22-25 |